# 黒ミサ

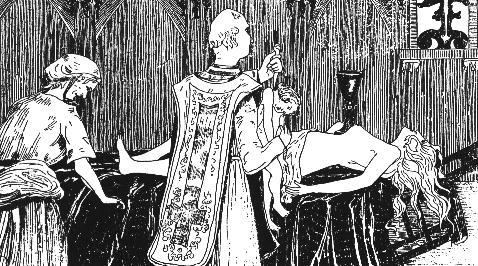
黒ミサ

黒ミサ（くろミサ）は、ローマ・カトリック教会に反発するサタン崇拝者の儀式。サバトとも呼ぶ。神を冒涜することを旨とした儀式で、カトリック教会のミサと正反対のことを行う。中世ヨーロッパでは異教徒を批判する際に彼らは黒ミサの儀式を行い広めるとして攻撃した。

## 歴史
黒ミサの原型は中世まで遡れるが、魔女裁判が下火となった17 - 18世紀のイギリス、フランス、イタリアの貴族や知識階級において盛んに行われた。例えばフランス王ルイ14世の寵姫であるモンテスパン侯爵夫人は黒ミサに使用するために1500人の嬰児を誘拐、殺害したという理由で告訴されている。
19世紀以降になると貴族以外にも多くの作家や芸術家が黒ミサに参加したり、関心を持ち、黒ミサを扱った作品の創作や新聞や雑誌を通じてレポートを行った。黒ミサのオルギア的要素は、近代魔術や欧米の各地でのヒッピームーブメントやカルト組織の祭儀に取り入れられた。

## 黒ミサの構成要素
黒ミサはキリスト教の教義や道徳に反抗するために行われ、その進行は魔女のサバトに類似しており、ミサのパロディとも言える。崇拝の対象となるサタンは古代の豊穣神であり、キリストの対立神とされた。大地的なもの、暗いものの象徴として裸の女性が祭壇となり、司祭と祭儀的性交を行った。
ホスチアへの汚辱や冒涜は黒ミサの重要な要素である。カトリックのミサでは、ワインをキリストの血に聖別して飲むが、黒ミサでは幼児の血を飲み干す。祭壇に逆十字が架けられ、聖書や祈祷書を逆さまに読み、暴行、淫行などといった行為を繰り返した。